# Tuberculose infantil
A tuberculose é uma doença infecciosa, causada por um bacilo de crescimento lento, aeróbio estrito, álcool-ácido resistente, de transmissibilidade aerógena. As fontes de infecção encontram-se, principalmente, dentre os doentes bacilíferos, responsáveis pela manutenção da cadeia epidemiológica de transmissão favorecida pelo contato prolongado em ambientes fechados.¹
Assim, em países como o Brasil, a base para a captação de casos, partindo-se da demanda espontânea da população, está nos indivíduos sintomáticos respiratórios, nos quais geralmente se observa presença de tosse e expectoração por mais de três semanas; nos indivíduos suspeitos à radiografia de tórax e por fim nos indivíduos que mantêm contato com pacientes bacilíferos.¹
A tuberculose mantém-se como um grave problema de saúde pública, permanecendo como a principal causa de morte por doença infecto-contagiosa em adultos, em todo o mundo. Trata-se de uma doença intimamente associada à pobreza, más condições de vida e a aglomeração humana, por isso, mesmo naqueles países mais desenvolvidos, a tuberculose mostra-se como um problema praticamente restrito aos imigrantes de países pobres e à população marginalizada.¹
Um terço da população mundial está infectada pelo bacilo da tuberculose. A doença causa cerca 2 milhões de mortes (foram 1,4 milhões em 2010) , sendo destas, aproximadamente 460 mil co-infectados pelo vírus da imunodeficiência humana (HIV), meio milhão mulheres e pelo menos 64 mil crianças.¹ˑ²
Durante a década de 90, a tuberculose foi considerada como problema de saúde de emergência global pela Organização mundial de saúde (OMS), tendo em vista o aumento dos índices registrados, mundialmente, de mortes por esta doença cujo tratamento e cura eram conhecidos. Hoje, existe uma estratégia mundial visando criar uma barreira a expansão da tuberculose, implementada em praticamente todos os países do mundo; que tem mostrado como resultados, 46 milhões de pacientes sendo curados e 6.8 milhões de vidas salvas, sendo destas 250.000 crianças e 1,7 milhões de mulheres em idade reprodutiva.¹ˑ²
Por outro lado, apesar de iniciativas como estas, mais de um terço dos casos estimados de tuberculose ainda não foram identificados pelos serviços existentes; sendo assim, a detecção global de casos estimados de tuberculose manteve-se estagnada entre 60 e 65% de 2006 a 2010.²
Ao redor do mundo, os serviços de prevenção, diagnóstico e tratamento da tuberculose, principalmente nas unidades de cuidados à saúde materna e infantil têm sido negligenciados. Com isso, revela-se a necessidade de políticas e ações programáticas que priorizem a captação de usuários portadores de tuberculose, principalmente aqueles acometidos pelos casos graves e associada ao HIV com o devido tratamento e cuidados dos casos associados aos serviços de atenção à saúde materna, neonatal e infantil.²

## Magnitude e carga global da tuberculose infantil
Nos dias atuais, evidencia-se grande dificuldade em se estimar a carga global de casos de tuberculose infantil em razão dos desafios encontrados na apuração e diagnóstico dos casos, além da própria fragilidade dos sistemas de vigilância em muitos países de grande incidência do quadro infeccioso.  Frequentemente, nas pesquisas de prevalência de tuberculose, não há inclusão da população infantil, fato que dificulta consideravelmente a obtenção de informações de confiança.
Estima-se que crianças menores de 15 anos de idade contribuam em 15-20% do total global de casos de tuberculose. Entretanto, poucos países reportaram dados acerca dos casos de tuberculose infantil, com taxas de notificação desses casos variam de 3-25%. A tabela 1 abaixo mostra os casos de tuberculose infantil de 22 países com alta taxa de tuberculose, dos quais, no ano de 2010, cerca de 80% dos casos foram notificados; desses, somente metade foram estratificados pela idade e
pelo sexo.
Segundo a Organização Mundial da Saúde, há aproximadamente 520000 casos de tuberculose infantil no mundo. Em um estudo da África do Sul, crianças menores de 13 anos de idade contribuíram com 14% da carga global da infecção, com taxa de incidência de 407 casos por 100000 por ano. Em um estudo de coorte de crianças infectadas por HIV, via transmissão vertical, 36% delas tiveram a tuberculose como base de sua apresentação clínica, sendo confirmada por meio de teste tuberculínico positivo (TST), microscopia positiva e resposta adequada ao tratamento. A média de idade no momento do diagnóstico de tuberculose foi de 16 meses; e 11% das crianças tinham uma cultura positiva. Tuberculose abdominal foi também causa de 5% complicações abdominais como peritonite e intestinal obstrução entre as crianças nessa pesquisa. Já em relação à tuberculose perinatal, a qual pode ser adquirida no ambiente intrauterino, no período intraparto ou durante o período neonatal precoce; também se nota aumento significativo. 	
A extensão global da multirresistência ou resistência às drogas usadas para tuberculose entre as crianças ainda é desconhecida. Um estudo prospectivo de vigilância da resistência a drogas, conduzido nos anos de 1994 a 2007 em uma província na África do Sul; demonstrou um aumento na tendência à multirresistência de 2.3% a 6.7% entre as crianças. Da mesma maneira, a resistência às drogas usadas para tuberculose foi relatada em 4 crianças 10 anos após hospitalização, alertando para a importância de medidas de controle da infecção visando prevenir a transmissão da tuberculose ainda no ambiente hospitalar (nosocomial).
Outro aspecto relacionado ao quadro de tuberculose infantil que também se mostra deficiente refere-se à quantificação confiável da taxa de mortalidade. Um estudo pós-mortem realizado na Zâmbia mostrou que 1/5 das crianças que morreram de doenças respiratórias tinham tuberculose, das quais 60% eram soropositivas para HIV. Similarmente, a infecção por tuberculose causou 22% de mortes entre crianças mexicanas com infecção perinatal por HIV que realizavam terapia antirretroviral. Em um estudo hospitalar na África do Sul, entre 52 casos de crianças infectadas por HIV com confirmação de cultura para tuberculose, 1/3 delas morreram, sendo a maioria delas sem ter iniciado a terapia antirretroviral.
A magnitude da tuberculose infantil é dependente da adoção de medidas de controle bem sucedidas. A estratégia "Directly Observed Treatment" (DOTs), da Organização Mundial da Saúde, baseada na microscopia do escarro, tem sido o pilar das atividades de controle da tuberculose, incluindo os casos de tuberculose infantil, em muitos países com alta taxa de tuberculose e HIV. Outra estratégia internacional da OMS, denominada Stop TB Strategy, enfatiza o acesso igualitário à prevenção, diagnóstico e tratamento para todos os casos de tuberculose tanto em adultos quanto em crianças; além de disponibilizar guias para programas nacionais de controle da tuberculose efetivamente direcionados à tuberculose infantil em crianças que são soropositivas para o HIV.

## Diagnóstico
Durante a infância é difícil estabelecer o diagnóstico da TB pela dificuldade de se obter espécimes clínicos, através  do escarro,  uma vez que as crianças costumam ter dificuldade para expectoração.   Dessa maneira, o mesmo pode também  se basear em aspectos indiretos, como:
- história clínica;
- achados radiológicos;
- história epidemiológica de contato com adulto tuberculoso;
- interpretação do teste tuberculínico (em relação à vacinação BCG)

Outra maneira de se conseguir  o material para análise é através da aspiração gástrica;  swab da laringe e nasofaringe, porém é imprescindível também a realização de teste para o HIV e radiografias.

## Tratamento
O tratamento da tuberculose infantil é similar ao da tuberculose adulta. Assim como no tratamento adulto, o regime de 4 drogas também pode ser utilizado no tratamento infantil. Esse regime que é constituído de isoniazida (H), rifampicina (R), pirazinamida (Z) e etambutol (E) por 2 meses seguido de HR por 4 meses é recomendado para criança com suspeita ou com tuberculose pulmonar; com linfadenite tuberculosa que vive em ambiente de HIV prevalente; que mora em lugar com alta resistência a isoniazida ou com doença pulmonar extensa que vive em ambiente de baixa prevalência de HIV ou baixa resistência a isoniazida.
Um regime de 3 drogas (sem E) por 2 meses seguido de HR por 4 meses também pode ser usado para crianças HIV-negativas com suspeita ou com tuberculose pulmonar ou com linfadenite tuberculosa que vivem em ambientes de baixa prevalência de HIV ou baixa resistência a isoniazida.
Para crianças com tuberculose do sistema nervoso central, tuberculose óssea e tuberculose articular é recomendado o regime de 4 drogas no qual HRZE é utilizado por 2 meses seguido de HR por 10 meses.
Em crianças com HIV recomenda-se a dosagem diária de regime com rifampicina e devem ser providenciados tratamentos combinados de tuberculose e HIV o mais rápido possível.
A utilização do tratamento com H, R ou Z pode causar hepatotoxicidade na criança em qualquer idade e dose, mas esse efeito adverso é menor em crianças do que em adultos.

## Prevenção da tuberculose infantil
Na grande maioria das vezes a fonte de infecção da criança é um adulto, e os riscos de infecção pela exposição a Mycobacterium tuberculosis  depende de fatores como duração, e proximidade  da exposição ao patógeno. O risco de progressão da doença após uma infecção primária é variável de acordo com a idade e estado imune.
Os principais grupos infantis de maior risco para a tuberculose são: Crianças menores de três anos, que contraíram o vírus HIV e outras doenças imunossupressoras. Recomenda-se a vacinação com a BCG a todas as crianças recém-nascidas em ambientes com prevalência da doença, contudo essa medida possui eficácia de apenas 50% na prevenção da tuberculose pulmonar. A proteção oferecida pela BCG tem relatos de imunização que variam de 10 a 60 anos.
A proteção da BCG contra a doença disseminada grave, tuberculose ,meningite  e tuberculose miliar  pode oferecer maiores para a criança com HIV positivo não sendo recomendada para essa população, contudo em crianças com status de HIV desconhecido em ambientes HIV prevalentes os riscos superam os benefícios com a imunização da vacina BCG.
Crianças menores de cinco anos que tiveram contato com um caso de tuberculose em adultos devem receber o tratamento com a isoniazida diariamente por um período de seis meses. De acordo com estudos a isoniazida está associada a uma redução de 54% em todas as causas de mortalidade e de 72% de redução na incidência de tuberculose entre crianças que vivem com HIV e foram expostas a casos de tuberculose. No entanto nenhum benefício do tratamento com isoniazida  foi observado em crianças com o vírus HIV e não infectadas sem exposição prévia a tuberculose.
As evidencias sobre a utilidade profilática secundária do uso de isoniazida após a conclusão do tratamento da em crianças com o vírus HIV ainda é limitada, contudo  devido ao risco aumentado de reinfecção e recidiva da tuberculose em crianças com o vírus HIV, o tratamento é recomendado por um período de seis meses com o medicamento. Um dos maiores desafios dos serviçoes de saúde está na entrega de isoniazida para crianças,  com variação de 16% a 66% de pessoas diagnosticadas que receberam a droga